# یه شاخه نیلوفر
یه شاخه نیلوفر   نام نخستین آلبوم رسمی استودیویی محسن چاوشی است    که با ترانه های حسین صفا، امیر ارجینی، اسلام ولی محمدی و نیز تنظیم های  محمدرضا آهاری ساخته شد. آهنگسازی کلیه قطعات با محسن چاوشی بوده است.
یه شاخه نیلوفر بهترین آلبوم سال ۱۳۸۷ و قطعۀ «کجاست بگو» از این آلبوم بهترین قطعۀ پاپ آن سال شد.

## فهرست آهنگ‌ها
| نام ترانه      | ترانه سرا      | آهنگساز    | تنظیم کننده   |
| -------------- | -------------- | ---------- | ------------- |
| یه شاخه نیلوفر | حسین صفا       | محسن چاوشی | محمدرضا آهاری |
| کجاست بگو      | حسین صفا       | محسن چاوشی | محمدرضا آهاری |
| تبریک          | امیر ارجینی    | محسن چاوشی | محمدرضا آهاری |
| چرا            | امیر ارجینی    | محسن چاوشی | محمدرضا آهاری |
| قلهٔ خوشبختی    | حسین صفا       | محسن چاوشی | محمدرضا آهاری |
| هفته‌های تلخ من | محسن چاوشی     | محسن چاوشی | محمدرضا آهاری |
| خاکستر         | حسین صفا       | محسن چاوشی | محمدرضا آهاری |
| ناز            | امیر ارجینی    | محسن چاوشی | محمدرضا آهاری |
| تو که نیستی    | اسلام ولی‌محمدی | محسن چاوشی | محمدرضا آهاری |
| دلتنگی         | امیر ارجینی    | محسن چاوشی | محمدرضا آهاری |
| بغض            | حسین صفا       | محسن چاوشی | محمدرضا آهاری |
| عصا            | حسین صفا       | محسن چاوشی | محمدرضا آهاری |

## مجوز
این آلبوم ششمین آلبوم ساخته شده محسن چاوشی می‌باشد که با کسب مجوز وزارت فرهنگ و ارشاد ، نخستین آلبوم رسمی او در بازار موسیقی شد.